# 麹町中学校内申書事件
麹町中学校内申書事件（こうじまちちゅうがっこうないしんしょじけん）は、日本における高校受験の際にいわゆる「内申書」に自己の思想に密接に関連する外部的行動が否定的に評価・記載されたことで学習権が侵害されたとする原告（保坂展人）が損害賠償を求めて起こした行政訴訟である。原告は思想・良心を教育の評価対象とすることが、日本国憲法における思想・良心の自由に反しないかと主張したが、最高裁は「思想、信条そのものを記載したものではないことは明らか」とし、上告を棄却した。

## 概要
原告の保坂展人は、千代田区立麹町中学校在学中に学生運動に傾倒し、「麹町中全共闘」を名乗り、機関紙「砦」を発行するなどの活動を行っていた。担任教諭は内申書の「基本的な生活習慣」「公共心」「自省心」の欄にC評価（三段階の最下位）を付けるとともに、備考欄に「文化祭粉砕を叫んで他校生徒と共に校内に乱入し、ビラまきを行った。大学生ML派の集会に参加している」等の原告の学生運動に関する経歴を記述した。
高校受験に際し、原告は受験した全ての高等学校が不合格になったが、それは内申書に不適切な記述をされたからだとして、国家賠償法に基づき、東京都および千代田区に損害賠償を求めた。一審は慰謝料の支払いを認めたが、二審で原告が敗訴したため、原告が上告。最高裁判所は、内申書は「思想、信条そのものを記載したものではないことは明らかであり、また右の記載に関わる外部的行動によっては上告人の思想、信条を了知しうるものではない」として、上告を棄却した。
学説の中には、「中学の全共闘を名乗って機関紙を発行し、大学生の集会にも参加した」との具体的な記載があることから、「思想の推知」が可能であるとして、当該判例を批判するものがある。
保坂はその後、教育ジャーナリストから政界に転じ、衆議院議員、世田谷区長となる。また、この訴訟の原告側代理人の一人は、民主党所属の元衆議院議員である仙谷由人である。